# Лошьё
Лошьё (фр. Lochieu) — коммуна во Франции, находится в регионе Рона — Альпы. Департамент — Эн. Входит в состав кантона Шампань-ан-Вальроме. Округ коммуны — Белле.
Код INSEE коммуны — 01218.

## География
Коммуна расположена приблизительно в 420 км к юго-востоку от Парижа, в 75 км восточнее Лиона, в 50 км к юго-востоку от Бурк-ан-Бреса.
На востоке коммуны протекает река Арвьер (фр. Arvières).

## Климат
Климат полуконтинентальный с холодной зимой и тёплым летом. Дожди бывают нечасто, в основном летом.

## Население
Население коммуны на 2010 год составляло 91 человек.
| 1962 | 1968 | 1975 | 1982 | 1990 | 1999 | 2010 |
| ---- | ---- | ---- | ---- | ---- | ---- | ---- |
| 107  | 88   | 80   | 65   | 69   | 73   | 91   |

## Администрация
| Период | Период | Фамилия       | Партия | Примечания |
| ------ | ------ | ------------- | ------ | ---------- |
| 1995   | 2008   | Шарль Аллигро |        |            |
| 2008   | 2020   | Жерар Бертье  |        |            |

## Экономика
В 2010 году среди 54 человек трудоспособного возраста (15—64 лет) 42 были экономически активными, 12 — неактивными (показатель активности — 77,8 %, в 1999 году было 79,5 %). Из 42 активных жителей работали 38 человек (20 мужчин и 18 женщин), безработных было 4 (1 мужчина и 3 женщины). Среди 12 неактивных 2 человека были учениками или студентами, 6 — пенсионерами, 4 были неактивными по другим причинам.

## Достопримечательности
- Картезианский монастырь Арвьер (XII век). Исторический памятник с 1995 года[4]
- Музей региона Бюже-Вальроме[5]

## Фотогалерея

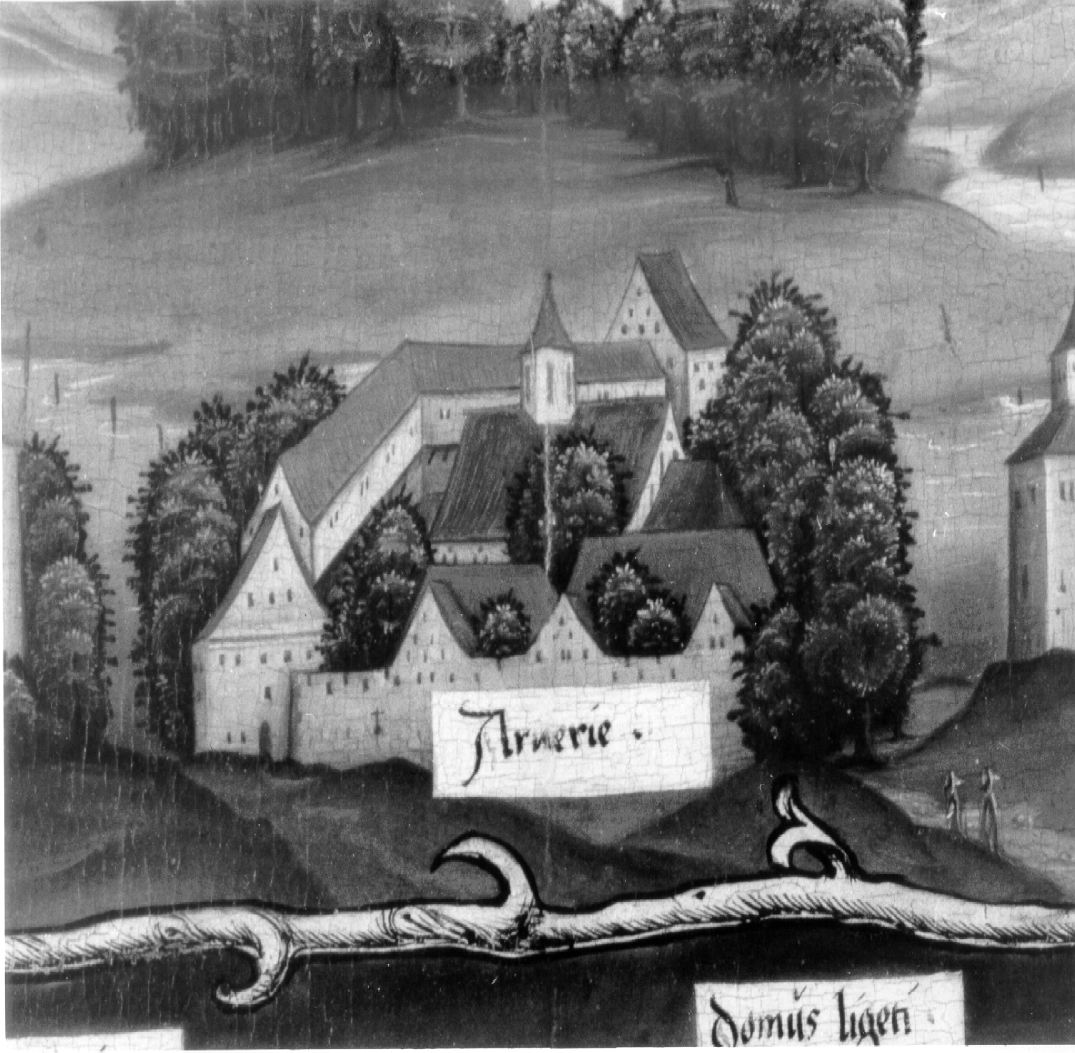
Картезианский монастырь Арвьер
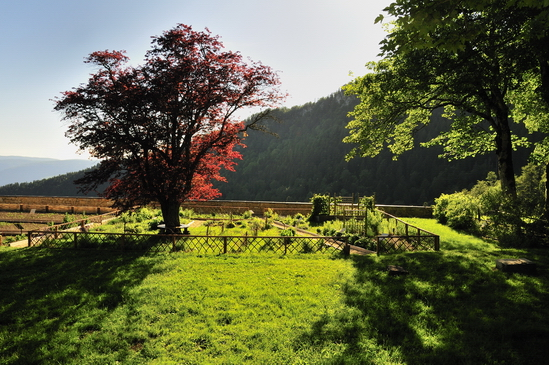
Сад монастыря Арвьер
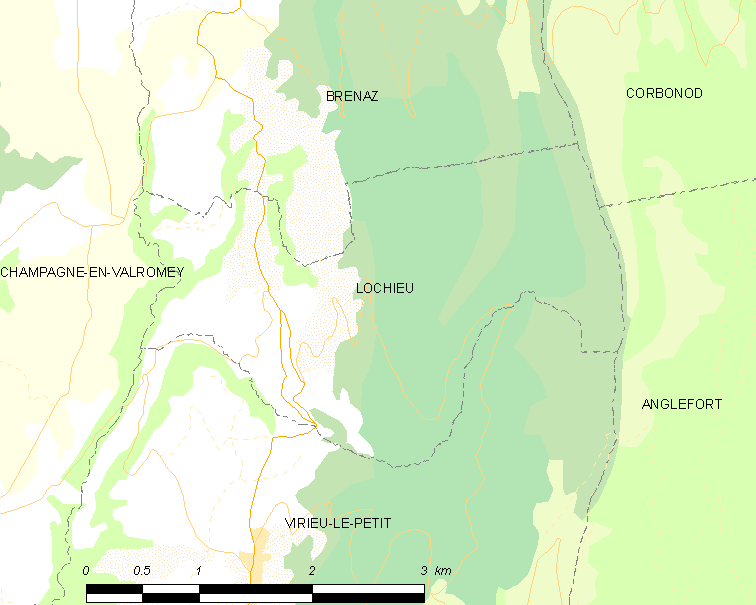
Карта коммуны